# Friedrich Christoph Steinhofer

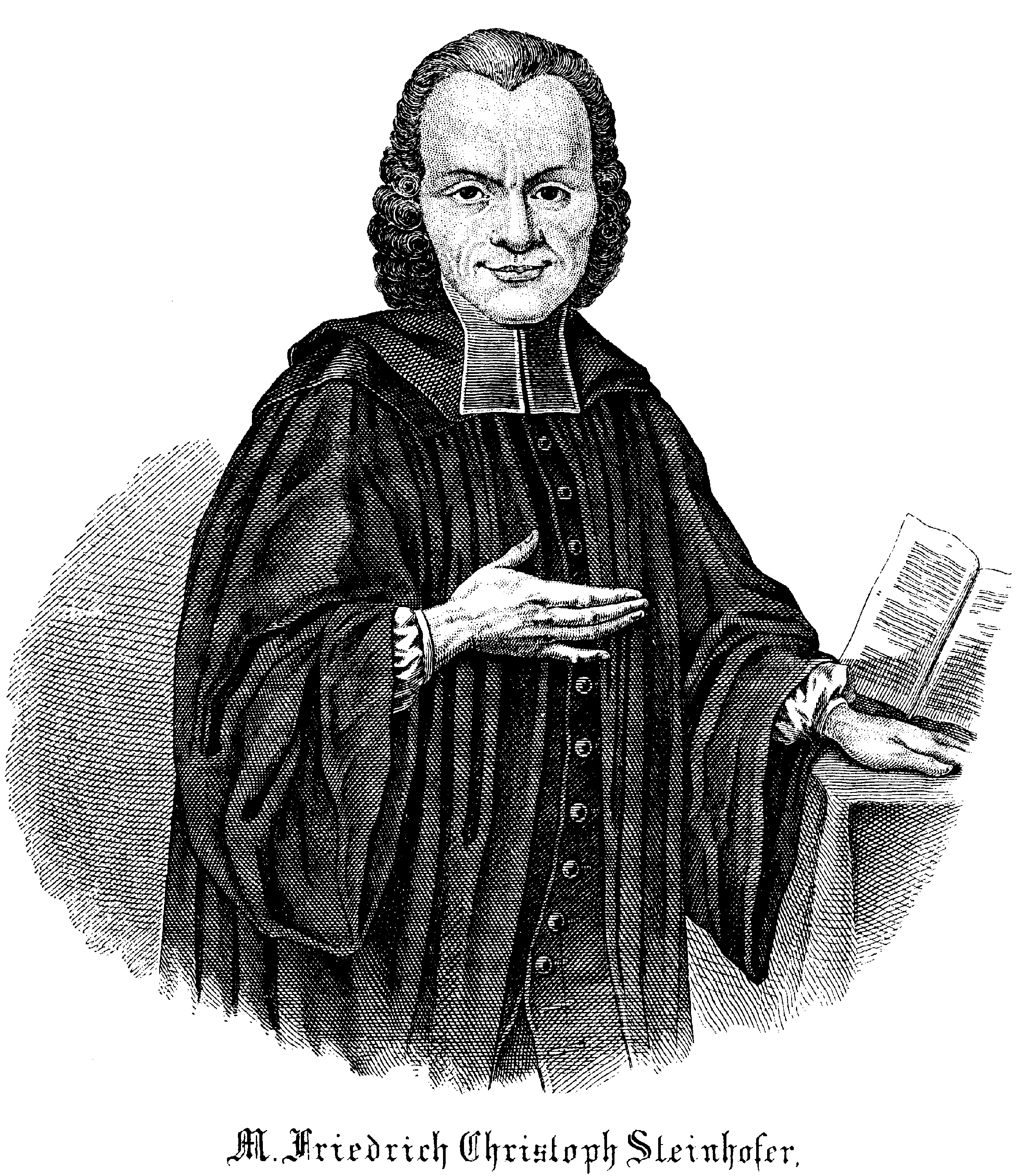
Friedrich Christoph Steinhofer

Friedrich Christoph Steinhofer (* 16. Januar 1706 in Owen (Teck); † 11. Februar 1761 in Weinsberg) war ein württembergischer Theologe und Pietist.

## Ausbildung
Friedrich Christoph Steinhofer wurde als Sohn von Ludwig Christoph Steinhofer, Stadtpfarrer in Owen (Teck), geboren. Sein jüngerer Bruder war der Chronist, Theologe und Philosoph Johann Ulrich Steinhofer. Er besuchte seit etwa 1713 die Lateinschule in Kirchheim (Teck), dann seit 1720 die Klosterschule in Blaubeuren und seit 1722 diejenige in Bebenhausen. An der Universität Tübingen studierte er als Stiftler von 1725 bis zum Erwerb des Magistergrads 1728 die Freien Künste und von 1728 bis 1730 Theologie.

## Beruf
Schon als Theologiestudent wurde Steinhofer 1729 für ein halbes Jahr Vikar in der Freien Reichsstadt Biberach an der Riß beim Schwiegervater seiner Schwester Sophia Margaretha Gutermann.
1731 führte ihn eine wissenschaftliche Reise nach Franken und Sachsen. In Herrnhut lernte er den Grafen Nikolaus Ludwig von Zinzendorf kennen, den er 1733 auf seiner Reise nach Württemberg begleitete. Dem Pietismus schon vorher zugetan, fühlte er sich zu der Herrnhuter Brüdergemeine hingezogen. Zinzendorf sorgte dafür, dass Steinhofer 1734 zur Betreuung des seit 1730 herrnhutisch beeinflussten Teils der in Konkurrenz dazu seit 1704 vor allem vom hallischen Pietismus geprägten Hofgemeine als Hofkaplan seines Schwagers, des Grafen Heinrich XXIX. von Reuß-Plauen zu Ebersdorf, eingestellt wurde. 1735 wurde Steinhofer Aufseher (bis 1742) und Lehrer der Gemeine Ebersdorf im thüringischen Vogtland.
Nach seiner Ordination 1738 (zusammen mit seinem angeheirateten Vetter zweiten Grades Friedrich Christoph Oetinger im württembergischen evangelischen Kloster Hirsau) war Steinhofer Hofprediger in Ebersdorf bis Juni 1745. Von 1739 bis Herbst 1747 war er auch Direktor des 1732 nach Halleschem Vorbild gegründeten Waisenhauses in Ebersdorf, seit 1743 auch „Mitältester“ der Gemeine Ebersdorf, von Januar bis Juni 1745 interimistisch auch Dorfpfarrer des landeskirchlich-reußischen Filials „Dorf Ebersdorf“ der Pfarrei Friesau.
1746 trat Steinhofer in den Dienst der Brüdergemeine und wurde zum Mitbischof (Coëpiscopus) für den lutherischen Tropus, d. h. die lutherische „Erziehungsweise Gottes“, der Brüdergemeine ordiniert. 1747 verließ er Ebersdorf und war in verschiedenen herrnhutischen Gemeinen in der Wetterau und der Oberlausitz tätig. Zum Beispiel wurde er im Januar 1747 zum Leiter des Theologischen Seminars der Brüder-Unität im reichsritterschaftlichen Ort Lindheim (Oberhessen) in der Wetterau berufen, außerdem im Herbst 1747 als Inspector doctrinae Prediger in Herrnhut.
Durch Los wurde ihm 1747 die Ebersdorfer Waisenhauslehrerin Dorothea Wilhelmine von Molsberg, geboren in Oppenheim am Rhein 26. August 1708, nachmals gestorben im Freien Adeligen Stift Oberstenfeld 9. Juni 1791, begraben am 11. Juni 1791 im Kreuzgang des Stifts „auf ihr eigen Begehren“, zur Ehefrau bestimmt. Die Heirat fand am 3. Februar 1747 in Herrnhut statt.
Bereits 1748 wandte sich Steinhofer von der Brüdergemeine ab und kehrte nach Württemberg zurück, wo er wieder in Verbindung mit Anhängern des Zinzendorf-Kritikers Johann Albrecht Bengel kam. Am 11. Februar 1749 legte er ausdrücklich seine herrnhutischen Ämter nieder und löste sich am folgenden Tag von Zinzendorf. Am 12. November 1749 (Amtsantritt 2. Februar 1750) wurde er Pfarrer in Dettingen an der Erms, 1753 Stadtpfarrer in Zavelstein mit Filial Teinach und 1756 Pfarrer in Eningen unter Achalm. 1759 schließlich übernahm er als Nachfolger seines Freundes Friedrich Christoph Oetinger das Amt des Weinsberger Stadtpfarrers und Dekans (Spezialsuperintendenten) des Kirchenbezirks Weinsberg.

## Schriften
Über seine Amtstätigkeit hinaus wirkte Friedrich Christoph Steinhofer vor allem durch seine Schriften mit der Schriftauslegung nach der Weise Bengels, doch mit einem Einschlag herrnhutischer Frömmigkeit. Er wurde dadurch zu einem der Väter des schwäbischen Pietismus. Seine Werke wurden bis ins 20. Jahrhundert hinein gelesen und mehrfach wieder aufgelegt. Auch in Schweden erlangten seine Schriften große Bekanntheit.
Literarisch bedeutsam wurde Steinhofer durch seine Wirkung auf die religiöse Umwelt des jungen Goethe und auf Goethe selbst. Gerade durch Steinhofers Schriften wurde herrnhutischer Einfluss auf Goethes Mutter Catharina Elisabeth Goethe und deren Freundin Susanne Catharina Reichsfreiin von Klettenberg wirksam. Ein Anklang an das von Steinhofer herausgegebene, Goethe bekannte und von ihm mehrfach erwähnte Ebersdorfer Gesangbuch in dessen zweiter Auflage von 1745 findet sich bei Goethe in der berühmten Anfangszeile von Wandrers Nachtlied („Der du von dem Himmel bist“). Steinhofer hatte in diese Auflage Zinzendorfs erstmals 1743 veröffentlichtes Vaterunser-Lied von 1742 aufgenommen: „Der Du in dem himmel bist […]“.
Einige seiner wichtigsten Schriften sind hier dargestellt. Viele seiner Schriften und Werke wurden erst nach seinem Tod veröffentlicht.
Werkverzeichnis:
Gottfried Mälzer: Die Werke der württembergischen Pietisten des 17. und 18. Jahrhunderts. Verzeichnis der bis 1968 erschienenen Literatur. de Gruyter, Berlin/New York 1972 (Bibliographie zur Geschichte des Pietismus, Bd. 1), S. 349–358, Nr. 2683–2764: Steinhofer, Friedrich Christoph.
- Tägliche Nahrung des Glaubens, nach der Epistel an die Ebräer. 1743 books.google, 1783 (schwedisch)
- Tägliche Nahrung des Glaubens, nach der Epistel an die Colosser, 1744, 1804 (schwedisch)
- Evangelischer Glaubens-Grund in der heilsamen Erkenntnis Jesu Christi, 1753, 1897 (schwedisch)
- Evangelischer Glaubens-Grund, 23 Predigten aus der Passionsgeschichte, 1754
- Der erste Brief Johannis erbaulich erklärt, 1762, 1898 (schwedisch)
- Selige und heilige Gemeinschaft der Gläubigen mit dem dreieinigen Gott, 1762.
- Tägliche Nahrung des Glaubens, nach den wichtigsten Schriftstellen aus dem Leben Jesu in 83 Reden, 1764.

Das von Steinhofer herausgegebene Ebersdorfer Gesangbuch:
1. Auflage
- Evangelisches Gesang-Buch, In einem hinlänglichen Auszug der Alten, Neuern und Neuesten Lieder, Der Gemeine in Ebersdorf Zu öffentlichem und besonderm [d. h. privatem] Gebrauch gewidmet. [Hrsg. von Friedrich Christoph Steinhofer.] Ebersdorf, Zu finden im Waysen-Haus. 1742. books.google ([ Kolophon :] Hieselbst gedruckt mit Fiedlerischen Schriften [Druck von Johann Carl Fiedler].) MDZ-Reader

2. Auflage
- Evangelisches Gesangbuch [usw.] Die zweyte und vermehrte Auflage. Ebersdorf, Zu finden im Waysen-Haus. 1745. ([Kolophon:] Hieselbst gedruckt mit Reinheckelischen Schriften [Druck von Christian Lebrecht Reinheckel].)